# Nesolestes nigeriensis
Nesolestes nigeriensis är en trollsländeart som beskrevs av Gambles 1970. Nesolestes nigeriensis ingår i släktet Nesolestes och familjen Megapodagrionidae. IUCN kategoriserar arten globalt som akut hotad. Inga underarter finns listade i Catalogue of Life.